# Прайс, Марго
Марго Прайс (англ. Margo Price) — американская певица, кантри-музыкант, автор и исполнитель. Номинант и лауреат нескольких музыкальных премий.
В декабре 2018 года получила номинацию на премию Грэмми в категории Лучшему новому исполнителю (Grammy Awards).

## Биография
См. также «Биографию» в английском разделе.
Родилась 15 апреля 1983 года в г. Аледо в Иллинойсе (США), где играла на фортепиано и пела в церковном хоре, а затем обучалась танцам и театральному искусству в Northern Illinois University.
Закончив в 2003 году школу в возрасте 20 лет переехала в Нашвилл.

## Карьера
Дебютный сольный альбом Midwest Farmer's Daughter вышел 25 марта 2016 года на лейбле Third Man Records.

## Личная жизнь
С 27 октября 2008 года Прайс замужем за музыкантом Джереми Айви. В 2010 году у супругов родились сыновья-близнецы — Эзра Айви (умер в двухнедельном возрасте от сердечного заболевания) и Джуда Куинн Айви. 4 июня 2019 года у пары родился третий ребёнок — дочь Рамона Линн Айви.

## Дискография
См. также «Margo Price Discography» в английском разделе.

### Студийные альбомы
- Midwest Farmer’s Daughter (2016)
- All American Made (2017)
- That’s How Rumors Get Started (2020)
- Strays (2023)[17]
- Strays II (2023)

## Награды и номинации
| Год  | Ассоциация                      | Категория                                  | Номинированная работа     | Результат |
| ---- | ------------------------------- | ------------------------------------------ | ------------------------- | --------- |
| 2016 | Americana Music Honors & Awards | Emerging Artist of the Year                | Margo Price               | Победа    |
| 2016 | Americana Music Honors & Awards | Song of the Year                           | «Hands of Time»           | Номинация |
| 2016 | Ameripolitan Music Awards       | Honky Tonk Female                          | Margo Price               | Победа    |
| 2017 | UK Americana Awards             | International Album Of The Year            | Midwest Farmer’s Daughter | Номинация |
| 2017 | UK Americana Awards             | International Song Of The Year             | «Hands of Time»           | Победа    |
| 2017 | UK Americana Awards             | International Artist Of The Year           | Margo Price               | Номинация |
| 2017 | American Music Prize            | Best Debut Album                           | Midwest Farmer’s Daughter | Победа    |
| 2017 | Americana Music Honors & Awards | Artist of the Year                         | Margo Price               | Номинация |
| 2018 | Americana Music Honors & Awards | Album of the Year                          | All American Made         | Номинация |
| 2018 | Americana Music Honors & Awards | Song of the Year                           | «A Little Pain»           | Победа    |
| 2019 | Grammy Awards                   | Премия «Грэмми» лучшему новому исполнителю | Herself                   | Номинация |
| 2023 | A2IM Libera Awards              | Best Country Record                        | Change Of Heart           | Победа    |
| 2023 | A2IM Libera Awards              | A2IM Humanitarian Award                    | Margo Price               | Победа    |